# Государственный водный реестр
Госуда́рственный во́дный рее́стр — в законодательстве Российской Федерации это систематизированный свод документированных сведений о водных объектах, находящихся в федеральной собственности, собственности субъектов Российской Федерации, муниципальных образований, физических и юридических лиц и индивидуальных предпринимателей, об использовании водных объектов, о речных бассейнах и бассейновых округах.
Сведения, содержащиеся в реестре, относятся к государственным информационным ресурсам и носят открытый характер, за исключением информации, отнесенной законодательством Российской Федерации к категории ограниченного доступа.
Государственный водный реестр регистрирует договоры водопользования, решения о предоставлении водных объектов в пользование, перехода прав и обязанностей по договорам водопользования, а также прекращения договора водопользования.
Форма государственного водного реестра и правила регистрации договоров утверждены Министерством природных ресурсов Российской Федерации.

## Разделы водного реестра
- «Водные объекты и водные ресурсы», сюда включены сведения:

о бассейновых округах;
о речных бассейнах;
о водных объектах.
- «Водопользование», сюда включены сведения:

о водохозяйственных участках;
о водоохранных зонах и прибрежных защитных полосах, зонах затопления, подтопления, а также других зонах с особыми условиями их использования;
об использовании водных объектов, в том числе о водопотреблении и сбросе вод, в том числе сточных, в водные объекты;
о договорах водопользования, в том числе об их государственной регистрации, переходе прав и обязанностей по договорам водопользования, а также о прекращении указанных договоров;
о решениях о предоставлении водных объектов в пользование, в том числе об их государственной регистрации, а также о прекращении права пользования водными объектами, предоставленными на основании этих решений;
об иных документах, на основании которых возникает право собственности на водные объекты или право пользования водными объектами.
- «Инфраструктура на водных объектах», сюда включены сведения:

о водохозяйственных системах;
о гидротехнических и иных сооружениях, расположенных на водных объектах.

## Ведение водного реестра
Ведение реестра осуществляется Федеральным агентством водных ресурсов в соответствии с водным законодательством и законодательством Российской Федерации об информации, информационных технологиях и о защите информации.